# Lycophidion uzungwense
Lycophidion uzungwense är en ormart som beskrevs av Loveridge 1932. Lycophidion uzungwense ingår i släktet Lycophidion och familjen snokar. Inga underarter finns listade i Catalogue of Life.
Denna orm förekommer i Tanzania i Udzungwabergen. Honor lägger ägg.